# Czechowicz (herb baronowski)
Czechowicz (Czechowicz-Lachowicki) – polski herb baronowski, odmiana herbu szlacheckiego Ostoja.

## Opis herbu

### Opis historyczny
Juliusz Ostrowski blazonuje herb następująco:

W polu czerwonym między dwoma barkami pół księżyców złotych — miecz ostrzem na dół. Nad tarczą francuska baronowska korona a w niej pięć piór strusich.

### Opis współczesny
Opis skonstruowany współcześnie brzmi następująco:
Na tarczy w polu czerwonym między dwoma półksiężycami złotymi barkami ku sobie, krzyż ćwiekowy złoty.
Nad tarczą francuska korona baronowska, opleciona sznurem pereł.
W klejnocie pięć piór strusich, dwa czerwone między złotymi.
Labry herbowe czerwone, podbite srebrem.

## Najwcześniejsze wzmianki
Herb został nadany 27 czerwca 1783 r., freiherrowi, Rochowi von Lachowickiemu-Czechowiczowi, wraz z predykatem wohlgeboren (wielmożny). Podstawą nadania tytułu były m.in.: patent szlachecki z 1775, potwierdzenie szlachectwa przez magnatów, domicyl galicyjski oraz zasługi dla dworu cesarskiego. Wnukowie Rocha; Piotr i Wojciech, dokonali legitymacji szlachectwa oraz tytułu 22 marca 1825 roku.
Według Juliusza Ostrowskiego, herb został nadany w 1783 roku, podsędkowi lwowskiemu, Rochowi Czechowiczowi z przydomkiem Lachowicki, przez Józefa II, cesarza rzymskiego. 

## Herbowni
Herb ten był herbem własnym, toteż do jego używania uprawniony jest tylko jeden ród herbownych:
Czechowicz.